# Villafranca de Córdoba
Villafranca de Córdoba es una villa y un municipio español de la provincia de Córdoba, Andalucía. En el año 2016 contaba con 4.918 habitantes. Su extensión superficial es de 58 km² y tiene una densidad de 84,79 hab/km². Forma parte de la Mancomunidad del Alto Guadalquivir cordobés.

## Geografía
Está integrado en la comarca de Alto Guadalquivir, situándose a 28 kilómetros de la capital provincial. El término municipal está atravesado por la autovía del Sur  A-4  entre los pK 376 y 381.
El relieve del territorio varía desde las estribaciones de sierra Morena hasta la campiña situada al sur del valle del Guadalquivir. La altitud oscila entre los 392 metros (monte Madroñal), al noroeste, hasta los 129 metros en la ribera del río Guadalquivir, que discurre de este a oeste. El casco urbano se ubica en la ribera derecha del río Guadalquivir a 143 metros sobre el nivel del mar. Su morfología urbana responde a los denominados "pueblos de llanura", pues carece de emplazamiento defensivo, ya que su fundación se produjo cuando la frontera entre cristianos y musulmanes se encontraba muy alejada, y por lo tanto al abrigo de ataques.
| Noroeste: Córdoba y Adamuz | Norte: Adamuz | Noreste: El Carpio |
| Oeste: Córdoba             |               | Este: El Carpio    |
| Suroeste: Córdoba          | Sur: Córdoba  | Sureste: El Carpio |

## Historia
Se han hallado restos arqueológicos de época prehistórica, e incluso se relaciona a la localidad con la romana "Sacilis" (o "Cecilia"), existiendo un tramo de la Vía Augusta en sus alrededores.
Pero su actual emplazamiento es de origen medieval, cuando en el siglo XIV Pedro I de Castilla la cedió a su "Repostero Mayor", Martín López de Córdoba, con licencia para poblarla con nuevos vecinos, cuyo asentamiento fue estimulado con privilegios y franquicias, de donde procede su nombre actual, que en principio fue "Villafranca del Cascajar". Después pasó a la Orden de Calatrava y más tarde a los Fernández de Córdoba, para acabar integrándose en la casa de Medinaceli ya en el siglo XVIII.
Como curiosidad, apuntar que formaba parte del Reino de Jaén, un exclave, denominándose "Villafranca de las Agujas" hasta la división provincial de Javier de Burgos.

## Demografía
Villafranca de Córdoba cuenta con una población de 4886 habitantes (INE 2024).
| Gráfica de evolución demográfica de Villafranca de Córdoba entre 1842 y 2021 |
| |
| Población de derecho según los censos de población del INE Población de hecho según los censos de población del INEEn estos censos se denominaba Villafranca de las Agujas: 1857 y 1860 |

## Economía
Su base económica tradicional es la agricultura, en la que tienen gran presencia los cultivos de regadío gracias a su cercanía al río. En secano destacan los cereales y el olivar. También se da la dehesa y los aprovechamientos forestales del monte bajo. No obstante, en los últimos años se ha desarrollado una industria del mueble bastante dinámica, sobre todo en muebles de cocina, de gran importancia y que rebasa el ámbito provincial, por lo que se han abierto nuevos horizontes económicos para esta localidad, potenciados por la reciente instalación de un parque acuático y por su cercanía a la capital, hecho que ha impulsado al sector de la construcción, al objeto de satisfacer la creciente demanda de viviendas amplias y de menor precio en los municipios de los alrededores.

### Evolución de la deuda viva municipal
| Gráfica de evolución de Deuda viva del Ayuntamiento de Villafranca de Córdoba entre 2008 y 2019                                |
| |
| Deuda viva del Ayuntamiento de Villafranca de Córdoba en miles de Euros según datos del Ministerio de Hacienda y Ad. Públicas. |

## Patrimonio artístico y monumental

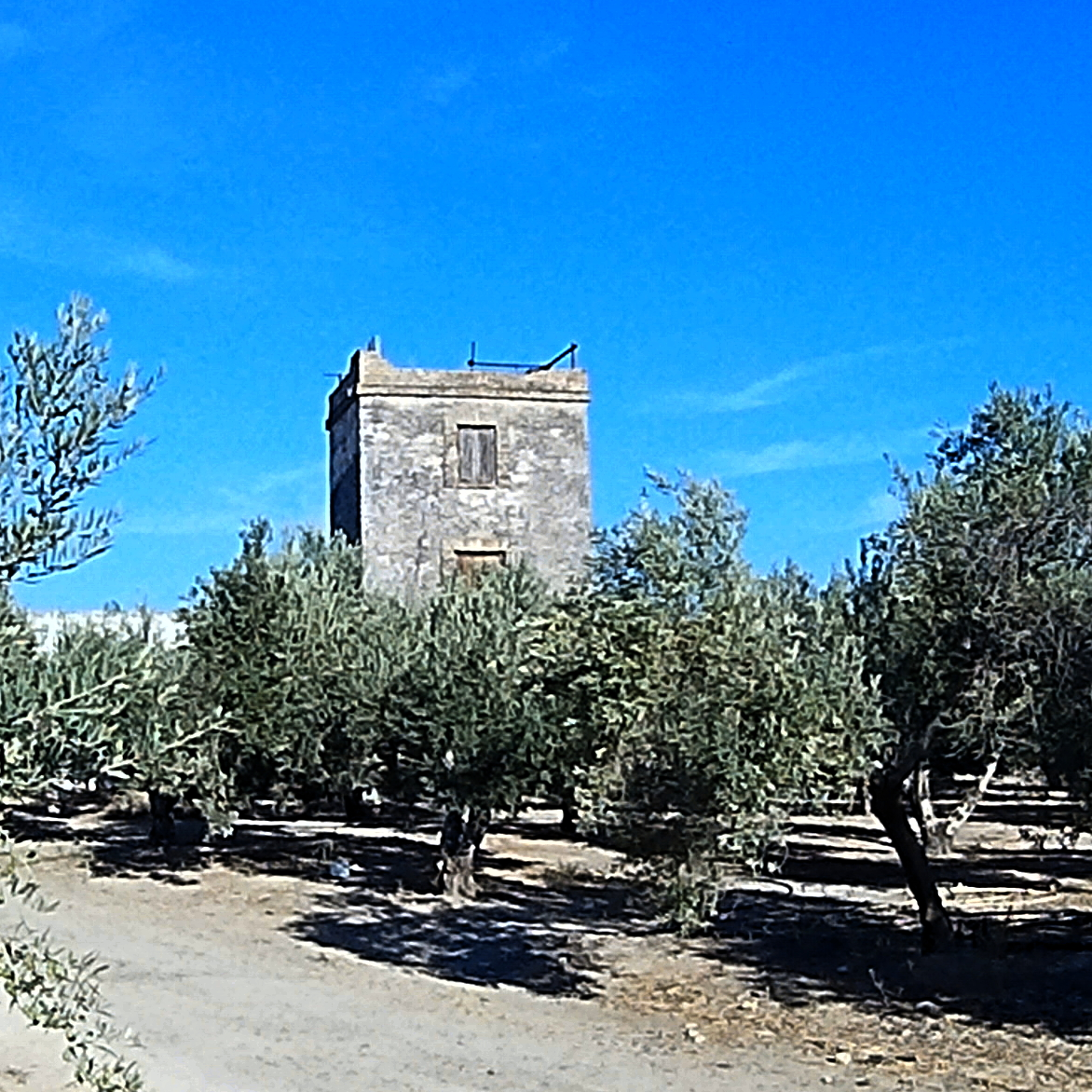
Torre de la Juncá, torre telegráfica del XIX

### Patrimonio Histórico Andaluz
- Ver catálogo

### Lugares de Interés Turístico y Cultural

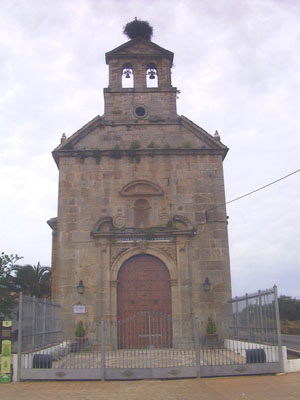
Ermita de Nuestra Señora de los Remedios

- Ermita y Torre de San Miguel (primitiva iglesia de la localidad fundada a finales del siglo XIV. El interior posee bóvedas de nervadura gótica. Posteriormente reformada varias veces entre los siglos XVI y XVIII. Hoy alberga el Museo de Escultura y artesanía Antonio Fernández "El Carbonero").
- Casa Palacio de los Mayordomos de Medinaceli ( S. XVIII)
- Arco del Pósito
- Torre del Reloj (siglo XVI) junto al Ayuntamiento
- Fuente de los Dos Caños ( S. XVIII)
- Parroquia de Santa Marina (Siglos XVII y XVIII)
- Antiguas Carnicerías (Destaca su portada y escudos. Hoy alberga la biblioteca municipal)
- Ermita de la Soledad ( Integrada dentro del recinto de un grupo escolar)
- Puente de Hierro o de los Remedios ( Principios del S. XX)
- Ermita de Jesús Nazareno ( S. XVIII, bello retablo interior y talla venerada de Jesús Nazareno)
- Triunfo de S. Rafael ( S. XIX)
- Capilla del Colegio de Jesús/María y José ( S. XVIII)
- Ermita de Nuestra Señora de los Remedios (1731)
- Casas Señoriales (Distribuidas por todo el pueblo, muchas con escudos. Son principalmente de entre los Siglos XVI al S.XVIII)
- Ermita del Calvario ( Ruinas de la antigua ermita Barroca en lo alto de la sierra, desde allí se obtienen unas interesantes vistas del valle del Guadalquivir y Villafranca abajo)
- Trincheras y Búnkeres de la Guerra Civil ( en la cercana sierra, a varios kilómetros del núcleo urbano)
- Paraje natural y fuente de Fuente Agria

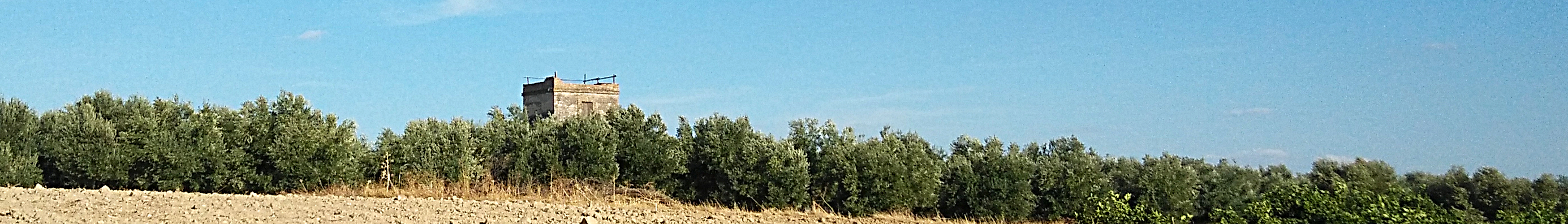
Torre Junca

- Torre telegráfica de la Juncá, en el cerro Alcaparral. Fue construida a mediados del siglo XIX por el Ministerio de la Gobernación y pertenecía a la Línea telegráfica de Andalucía que enviaba mensajes del ministro a los gobernadores civiles de Córdoba, Sevilla y Cádiz. Esta torre se comunicaba con la torre anterior en la Loma de Mingasquete (entre Montoro y Bujalance) y con la torre posterior en el Cortijo Chancillerejo (en Alcolea).[5] (Consultar telegrafiaoptica.wikispace.com)

## Administración y sobierno local
Desde la celebración, en 1979, de las primeras elecciones municipales, tras la aprobación de la Constitución Española de 1978, estas han sido las personas que han ostentado la alcaldía:
| Periodo   | Nombre                                                   | Partido |
| --------- | -------------------------------------------------------- | ------- |
| 1979-1983 | Rafael Misas Casán                                       | PCE     |
| 1983-1987 | Gonzalo Obrero Ortiz                                     | PSOE    |
| 1987-1991 | Gonzalo Obrero Ortiz (hasta 1988) Andrés Herrera Gavilán | PSOE    |
| 1991-1995 | Andrés Herrera Gavilán                                   | PSOE    |
| 1995-1999 | Andrés Herrera Gavilán (hasta 1996) Andrés Ayllón Merino | PSOE    |
| 1999-2003 | Francisco Javier López Casado                            | PSOE    |
| 2003-2007 | Francisco Javier López Casado                            | PSOE    |
| 2007-2011 | Francisco Javier López Casado                            | PSOE    |
| 2011-2015 | Francisco Javier López Casado                            | PSOE    |
| 2015-2019 | Francisco Palomares Sánchez                              | PSOE    |
| 2019-2023 | Francisco Palomares Sánchez                              | PSOE    |

## Infraestructuras y equipamientos

### Bienestar social

#### Sanidad

##### Atención primaria
El municipio pertenece al distrito de atención primaria de Córdoba y a la zona básica de salud del Alto Guadalquivir cuyo centro de salud se sitúa en Montoro y además de Montoro engloba también los de Adamuz, Pedro Abad, Villa del Río, Cardeña y Villafranca de Córdoba. 
Dentro del municipio también se encuentra el consultorio local de Villafranca de Córdoba.

##### Atención hospitalaria y especializada
El municipio pertenece a la Zona hospitalaria de Hospital Reina Sofía cuyo hospital está situado en Córdoba.

#### Educación
Villafranca de Córdoba cuenta con un instituto de educación secundaria, el IES La Soledad, y un colegio de educación primaria, el CEIP Teresa Comino.

### Transporte y comunicaciones

#### Red viaria
| Identificador | Nombre                                                                                                | Tipo de vía                  | Itinerario                                                                   |
| ------------- | --- | ---------------------------- | ---------------------------------------------------------------------------- |
| A-4 E-5       | Autovía A-4                                                                                           | Autovía                      | Madrid-Los Palacios y Villafranca-Jerez de la Frontera-Puerto Real           |
| N-4           | Carretera nacional N-4                                                                                | Carretera del Estado         | Madrid - Córdoba - Cádiz                                                     |
| A-421         | De Villafranca de Córdoba a Villanueva de Córdoba                                                     | Carretera red intercomarcal  | Villafranca de Córdoba N-4 - Villanueva de Córdoba (A-424)                   |
| A-421R1       | De Villafranca de Córdoba a estación FFCC de Villafranca de Córdoba                                   | Carretera red complementaria | Villafranca de Córdoba A-421 - Estación FFCC Villafranca de Córdoba          |
| CO-3103       | De la N-4 en Alcolea a Villafranca de Córdoba                                                         | Carretera provincial         | Córdoba (N-4) Alcolea- Villafranca de Córdoba                                |
| CO-3106       | De la N-4 en Villafranca de Córdoba a CO-3200 en Córdoba                                              | Carretera provincial         | (N-4) Villafranca de Córdoba - (CO-3200) Córdoba                             |
| CP-5          | De A-421 en Villafranca de Córdoba a zona recreativa Puente de los Remedios en Villafranca de Córdoba | Carretera provincial         | (A-421) Villafranca de Córdoba-Parque Puente de los Remedios                 |
| CP-579        | De la N-4 en Villafranca de Córdoba a El Carpio                                                       | Carretera provincial         | (N-4) Villafranca de Córdoba-El Carpio                                       |
| VC-001        | De la CO-3103 en Villafranca de Córdoba a estación EDAR Villafranca de Córdoba                        | Carretera local              | (CO-3103) Villafranca de Córdoba-Estación EDAR Villafranca de Córdoba        |
| VC-002        | De la CP-277 en Villafranca de Córdoba a Búnkeres de las Mojoneras                                    | Carretera local              | (CP-277) Villafranca de Córdoba-Búnkeres de las Mojoneras.                   |
| VC-003        | De Villafranca de Córdoba a Quesería La Soledad                                                       | Camino local                 | Villafranca de Córdoba (A-421)-Quesería La Soledad.                          |
| VC-002V       | Del Punto Limpio a Camino de los Linares                                                              | Camino local                 | (VC-002) Punto Limpio Villafranca de Córdoba-(VC-002) Camino de los Linares. |

## Fiestas
- Enero
  - 5 de Enero: Cabalgata de los Reyes Magos reparto de caramelos, juguetes y peluches a niños y mayores en un cortejo formado por cuatro carrozas, con una duración entre las 17:00 horas y las 20:00 (tres horas) el recorrido es calle Alcolea, plaza barrio Blanco, calle Barroso, puerta Aduana, calle Angustias, calle Fábrica de las Mercedes, calle la Encina, paseo de los Remedios, calle Martín López de Córdoba, calle Arroyo, calle los Bancos, calle Tafur, calle Ramón y Cajal, calle Párroco Ayllón Cubero, calle Parrillas y calle Alcolea.
- Febrero
  - Viernes de Carnaval: Fiesta infantil de Carnaval en Casa de la Cultura.
  - Sábado de Carnaval: Concurso de Chirigotas y Comparsas en Casa de la Cultura a las 21:30 horas.
  - Segunda Sábado de Carnaval: Reparo de Alitas de pollo y actuación de chirigotas y comparsas en el recinto ferial.
  - Segundo Domingo de Carnaval: conocido como 'Domingo Piñata' fiesta final del Carnaval con concurso de disfraces y actuación de Chirigotas y Comparsas.
  - 28 de Febrero: Día de Andalucía en el parque de las Cespedillas se reparte un Desayuno Molinero y Potaje al mediodía y a la tarde actuaciones de Chirigotas de Carnaval y Grupos Musicales.
- Marzo
  - Jueves de Pasión: procesión infantil llevada a cabo por los alumnos del colegio Jesús María y José consta de dos pasos un Cristo Crucificado y la Virgen de los Dolores consta de una hora de duración (16:45h a 17:45h) y su recorrido es calle Palomar, calle Cantareros, plaza de Andalucía, calle Alcolea, calle Canalejas, calle Párroco Ayllón Cubero, calle Velasco y calle Isaac Peral.
  - Viernes de Dolores: Translado de la Virgen de los Dolores desde la ermita de Padre Jesús Nazareno a la parroquia Santa Marina de Aguasantas.
  - Domingo de Ramos: Procesión de la entrada triunfal con el Paso de Jesús montado en una burra ('La Borriquita') da inicio a la Semana Santa , sale de la parroquia de Santa Marina de Aguasantas y dura entre las (11:55h y las 13:25h) y si recorrido es calle Alcolea, calle Carnicería, calle Arroyo, calle Los Bancos, calle Tafur, calle Ramón y Cajal, calle Párroco Ayllón Cubero, calle Parrillas y calle Alcolea.
  - Miércoles Santo: Procesión de Jesús Rescatado y María Santísima de la Amargura dos pasos que salen de la parroquia Santa Marina de Aguasantas, el hábito de Nazareno es blanco y morado la procesión dura entre las (21:45h y las 00:00h) la cual su duración es de dos horas y cuarto y su recorrido es calle Alcolea, calle Canalejas, calle Párroco Ayllón Cubero, calle Velasco, calle Isaac Peral, plaza de Andalucía, calle Carrillos, calle Baja, calle Ponzas y calle Alcolea.
  - Jueves Santo: Procesión de Jesús Nazareno y la Virgen de los Dolores: A las once menos cuarto de la noche sale el paso de Jesús Nazareno desde la ermita de Padre Jesús Nazareno el cual va en procesión por las Calles Trevesia de Jesús, calle Arroyo, calle Los Bancos y calle Tafur hasta llegar al 'Jardincito' donde se da el encuentro a la medianoche entre el Cristo y la Virgen de los Dolores la cual sale de la parroquia Santa Marina de Aguasantas donde juntos por las calles Alcolea, Canalejas, Párroco Ayllón Cubero, Ramón y Cajal, Tafur, Los Bancos, Arroyo y Moral llegan hasta la ermita de Padre Jesús Nazareno a las dos de la madrugada.
  - Viernes Santo: Procesión de Cristo Crucificado , Santo Sepulcro y Virgen de la Soledad tres pasos los cuales salen la ermita de Nuestra Señora de las Angustias a las 20:30 horas, el hábito es de color rojinegro para el Cristo Crucificado, color blanquinegro tanto para el Santo Sepulcro como para la Virgen de la Soledad la procesión finaliza a las 00:45h y su recorrido es calle Angustias, Puerta Aduana, calle Cespedillas, calle Arroyo, calle Tafur, calle Alcolea, calle Ponzas, calle Baja, calle Carrera, calle Voluntario Antonio Valverde, calle Acacias y calle Angustias.
  - Domingo de Resurrección: Procesión de Cristo Resucitado salida de la parroquia de Santa Marina de Aguasantas la imagen de Cristo Resucitado en una procesión de 1 hora y cuarta y cinco minutos (12:00h-13:45h) con el recorrido calle Alcolea, calle Tafur, calle Arroyo, calle Moral, travesía de Jesús, calle Arroyo, calle Cuesta y calle Alcolea al final del recorrido se entregan tartas pascuales.
- Mayo
  - 1 de Mayo: Cruces de Mayo concurso tanto infantil como adulto de Cruces de Mayo.
  - Primer Sábado de Mayo: Gran Marranada fiesta organizada por la Hermandad de San Isidro Labrador donde se elige al Hermano Mayor de la hermandad, hay un desfile de vestidos de gitana , actuaciones musicales y se desgusta un cerdo asado.
  - 12 , 13 y 14 de Mayo: Triduo a San Isidro Labrador misas en honor a San Isidro Labrador donde se le hacen ofrendas y se le canta en los días previos a su romería.

## Villafranqueños célebres
- Luis Pérez Ponce (Villafranca de Córdoba, 30 de noviembre de 1666 - ibidem, 18 de abril de 1721) fue un sacerdote, mentor y fundador de una orden religiosa femenina dedicada a dar formación educativa a la mujer.
- Manuel Villalba y Burgos (Villafranca de Córdoba, 25 de septiembre de 1845 - finales de 1921 o principios de 1922) fue un escritor periodista y político, diputado por el distrito de Pozoblanco (Córdoba) en las Cortes Constituyentes de la I República española.
- Baltasar Torrero Béjar (Villafranca de Córdoba, 1864 - ibidem, 2 de agosto de 1936), zapatero de profesión, fue sacristán de la iglesia de Santa Marina, ferviente católico, beato y mártir, padre del también beato Antonio Torrero Luque.
- Antonio Torrero Luque (Villafranca de Córdoba, 9 de octubre de 1888 - Ronda, provincia de Málaga, 24 de julio de 1936). Fue un salesiano, beato y mártir, hijo del villafranqueño y también beato Baltasar Torrero Béjar.
- Juan Jurado Alcaide (Villafranca de Córdoba, 16 de julio de 1927 – Villamanta, Madrid, 16 de junio de 2022) fue un director de fotografía y productor de cine que ejerció su profesión en la segunda mitad del siglo XX.
- Antonio Nieto Rivera (Villafranca de Córdoba, 1951) es un Licenciado en derecho y profesor universitario.